# Виста-Алегри
Виста-Алегри (порт. Vista Alegre)  —  муниципалитет в Бразилии, входит в штат Риу-Гранди-ду-Сул. Составная часть мезорегиона Северо-запад штата Риу-Гранди-ду-Сул. Входит в экономико-статистический  микрорегион Фредерику-Вестфален. Население составляет 2884 человека на 2006 год. Занимает площадь 77,454 км². Плотность населения — 37,2 чел./км².

## История
Город основан 5 сентября 1988 года. 

## Статистика
- Валовой внутренний продукт на 2003 составляет 26.754.881,00 реалов (данные: Бразильский институт географии и статистики).
- Валовой внутренний продукт на душу населения на 2003 составляет 9.115,80 реалов (данные: Бразильский институт географии и статистики).
- Индекс развития человеческого потенциала на 2000 составляет 0,764 (данные: Программа развития ООН).